# Wishram
Wishram (Wushkum, Wishham, Tlakluit, Tlaqluit, Eloot, Echeloot, Tilhulhwit), pleme Chinookan Indijanaca sa sjeverne obale Columbije u okrugu Klickitat u Washingtonu. Prema Lewisu i Clarku (1806) sami sebe nazivaju [E-che-loot, što je vjerojatno njihov krnji oblik koji su krivo razumjeli, a izvorno glasi Ila'xluit, od čega kasnije nastaje Tlakluit. Naziv Wushkum dolazi od Wu'cxam, imena što su im ga dali Yakima i Klickitat. Populacija Wishrama bila je 1,500 (1780.; Mooneyevo mišljenje), a prema Spieru i Sapiru 1800. je iznosilo oko 1,000. Popisom iz 1910. ima ih još sevga 274. a vode se pod kolektivnim nazivom Upper Chinook. 
Sela Wishrama nalazila su se najviše u blizini današnjeg The Dallesa: Atatathlia itcagitkok (na malenom otoku blizu Celilo Fallsa), Chalaitgelit, Gawilapchk, Gawishila (ribarska postaja), Hladakhat, Hliluseltshlikh, Kwalasints, Nayakkhachikh (zimsko naselje), Niukhtash (u Big Eddy), Shabanahksh, Shgwaliksh (možda od Klickitata), Shikeldaptikh, Shkagech (blizu Crate's Pointa), Shkonana (blizu Crate's Pointa), Shkukskhat, Tsapkhadidlit (zimsko naselje), Waginkhak, Wakemap, Wasnaniks, Wayagwa (najistočniji 'grad') i Wishram (Nixlúidix; oko 5 milja od The Dallesa).
Jezično Wishrami su najsrodniji Wasco Indijancima.

## Vanjske poveznice
- Wishram Indians  Arhivirana inačica izvorne stranice od 11. rujna 2012. (Wayback Machine)

- Kashhila, Wishham u odjeći tipičnoj prereijskim plemenima.
- Wishham mladenka
- Dijete s košara-kapom